# Walckenaeria suspecta
Walckenaeria suspecta är en spindelart som först beskrevs av Kulczynski 1882.  Walckenaeria suspecta ingår i släktet Walckenaeria och familjen täckvävarspindlar. Inga underarter finns listade i Catalogue of Life.